# Área metropolitana de Waterloo-Cedar Falls
El área metropolitana de Waterloo-Cedar Falls, oficialmente  Área Estadística Metropolitana de Waterloo-Cedar Falls, IA MSA, como la denomina la Oficina de Administración y Presupuesto, es un Área Estadística Metropolitana centrada en las ciudades de Waterloo y Cedar Falls, en el estado de Iowa, Estados Unidos. Su población según el censo de 2010 es de 167.819 habitantes, convirtiéndola en la 237.º área metropolitana más poblada de ese país.

## Composición
Los 3 condados del área metropolitana, junto con su población según los resultados del censo 2010:
- Black Hawk– 131.090 habitantes
- Bremer– 24.276 habitantes
- Grundy– 12.453 habitantes

## Comunidades
Comunidades incorporadas con más de 10.000 habitantes
- Waterloo (ciudad principal)
- Cedar Falls (ciudad principal)

Comunidades incorporadas con entre 1.000 y 10.000 habitantes
- Conrad
- Denver
- Elk Run Heights
- Evansdale
- Grundy Center
- Hudson
- Jesup (parcialmente)
- La Porte City
- Reinbeck
- Sumner (parcialmente)
- Tripoli
- Waverly

Comunidades incorporadas con entre 500 y 1.000 habitantes
- Dike
- Dunkerton
- Gilbertville
- Janesville
- Raymond
- Readlyn
- Wellsburg

Comunidades incorporadas con menos de 500 habitantes
- Beaman
- Frederika
- Holland
- Morrison
- Plainfield
- Stout

Comunidades no incorporadas
- Bremer
- Deanville
- Dewar
- Eagle Center
- Finchford
- Glasgow
- Siegel
- Spring Lake
- Voorhies
- Washburn